# Eucerateri
L'eucerateri (Euceratherium collinum) és una espècie extinta de mamífer artiodàctil de la família dels bòvids que visqué a Àsia i Nord-amèrica durant el Plistocè. Se n'han trobat restes fòssils als Estats Units i la Xina. Es tracta de l'única espècie classificada en el gènere Euceratherium, que en conté com a mínim una altra que encara no ha estat descrita formalment. Era més gros que el seu parent vivent, el bou mesquer, però de constitució més lleugera i pelatge més curt. El seu hàbitat natural haurien estat els herbassars dels turons. Tenia una dieta semblant a la que segueix el bou mesquer.